# Ternopilskyj encyklopedyčnyj slovnyk
Ternopils'kyj encyklopedyčnyj slovnyk (TES ukr. Тернопільський енциклопедичний словник) je ukrajinskojazyčná regionální encyklopedie vydávaná v letech 2004–2010. TES obsahuje informace o historii, zeměpisu, kultury, ekonomiky, administrativní struktury Ternopilu a Ternopilské oblasti.
- T. 1. – А – Й. 2004. 696 s.
- T. 2. – К – О. 2005. 706 s.
- T. 3. – П – Я. 2008. 708 s.
- T. 4. 2010. – 788 s. (zejména 5500 článek, téměř 500 jsou doplňky a vyjasnění všech svazcích)

Redakční rada: 
 Petro Hucal (Петро Гуцал), Iryna Demjanova (Ірина Дем'янова), Hanna Ivachiv (Ганна Івахів), Bohdan Melnyčuk (Богдан Мельничук), Chrystyna Melnyčuk (Христина Мельничук), Oksana Ostrožynska (Оксана Острожинська), Bohdan Petraš (Богдан Петраш), Viktor Unijat (Віктор Уніят), Volodymyr Frolenkov (Володимир Фроленков), Iryna Fedečko (Ірина Федечко), Larysa Ščerbak (Лариса Щербак).